# Mein Herz (Roman)
Mein Herz ist ein avantgardistischer Briefroman von Else Lasker-Schüler, der 1912 bei Heinrich F. S. Bachmair in München und Berlin erschien.
Die Autorin verabschiedete sich von ihrem zweiten und letzten Gatten Herwarth Walden mit einem „Massenlustspiel“. Alle Sturm-Leser sollten via offener Briefe brühwarm erfahren – diese Frau wollte sich von der Berliner Männerwelt nicht unterkriegen lassen.

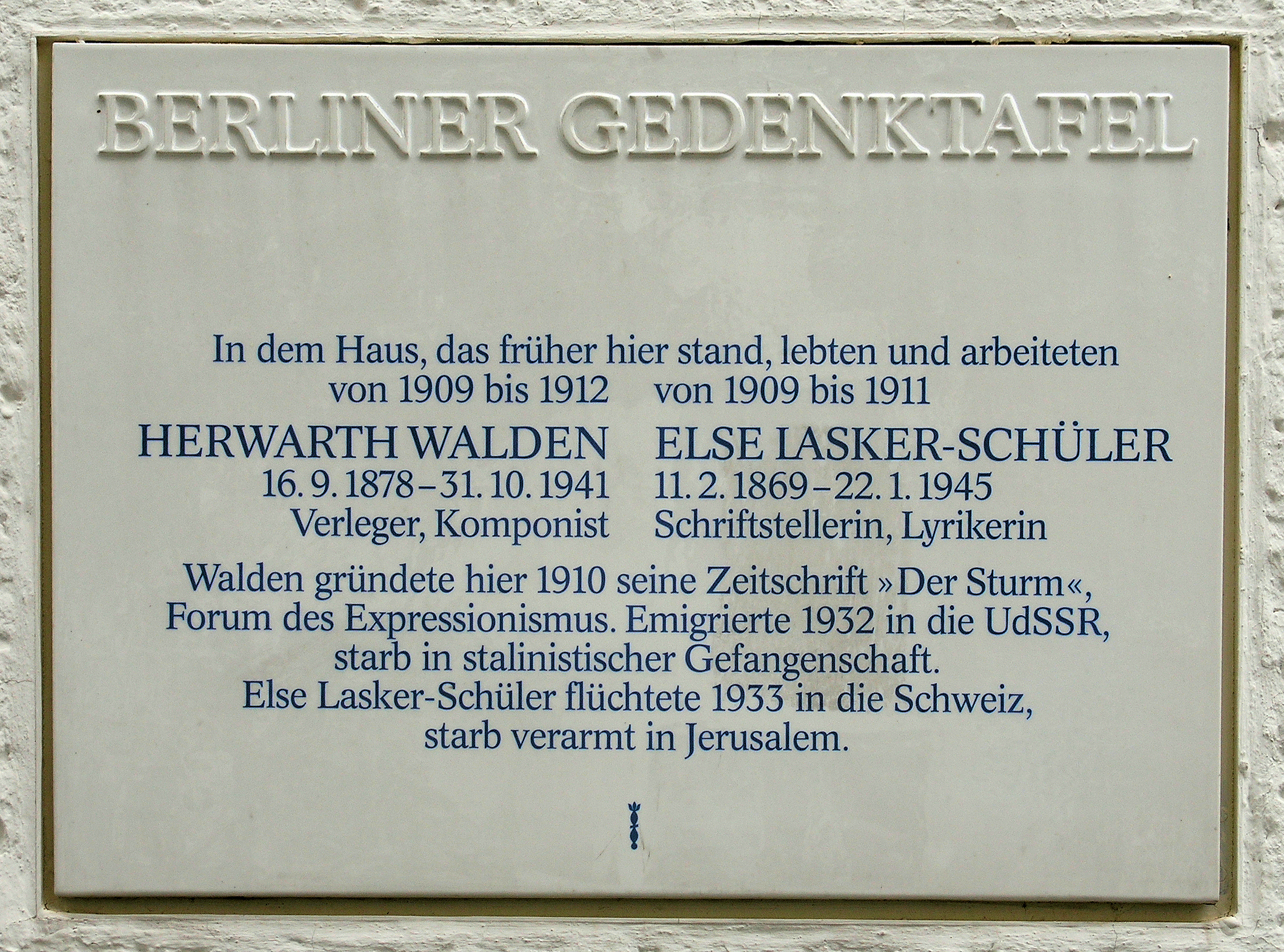
Gedenktafel am Haus Katharinenstr 5 in Halensee

## Hintergrund
1912 wurde die Ehe geschieden. Zuvor schreibt Else Lasker-Schüler ihrem Mann in der Zeit vom 2. September 1911 bis zum Februar 1912 über hundert Briefe, die in Folge unter der Rubrik Briefe  nach Norwegen im expressionistischen Wochenblatt Der Sturm vorabgedruckt wurden. Else Lasker-Schüler schreibt auch noch ein Weilchen weiter, als Herwarth Walden zusammen mit seinem Freunde, dem Rechtsanwalt Curt Neimann, aus Skandinavien nach Berlin zurückgekehrt ist. Kurtchen, wie die Briefschreiberin den Anwalt nennt, hatte die Nordlandtour finanziert.

## Inhalt
Berliner Kultur – Ludwig Hardt trug im Choralion-Saal vor – und auch Berliner, Münchner sowie Wiener Klatsch und Tratsch überwiegen in Elses Mitteilungen: „Hört nur, Kokoschka wird steckbrieflich verfolgt in der Neuen Freien Presse... Wenn er mich auch nicht leiden mag...“ Daneben berichtet Else Lasker-Schüler von ihren Begegnungen und Tischgewohnheiten im Café des Westens. Ihre familiären Sorgen verbergend, gelingt ihr ein durchweg vergnügt bis heiterer Ton. Paul Cassirer redet sie mit Sir, Max Oppenheimer mit Abbé an und Richard Dehmel, den „Großkalif aller Dichtung“ sowie Peter Altenberg zieht sie durch den Kakao. Oder sie verzehrt zu Mittag dicke Erbsen; in Berlin mitunter „Erstgeburt“ genannt. Den beiden reisenden Abenteurern richtet sie Grüße von anderen Kaffeehausbesuchern aus – als da waren Karin Michaëlis, Arnold Schönberg, Webern, Lene und Ludwig Kainer, Ada und Emil Nolde, Albert Ehrenstein, Döblin, Erna Reiß, Gustav Wallascheck, Hede von Trapp und William Wauer. Die Daheimgebliebene spricht ihre beiden Ausreißer mit „Liebe Jungens“, „lieber Cook und Peary“, „Nordpolforscher“, „Renntiere“, „Skiläufer“, „Eiskühler“, „Ihr beiden kühlen Skageraktencharaktere“, „Nordländer“ und „Ihr beiden Freunde“ an. Sie unterzeichnet mit Else, Tino von Bagdad, Der Prinz, Prinz von Theben und Jussuf-Prinz.
Else Lasker-Schüler gesteht Herwarth gleich mehrere Berliner Liebhaber – erstens Minn, das ist der Sohn des Sultans von Marokko, zweitens den Slawen und drittens den Bischof. Letzteren hat Else zum Erzbischof ernannt. Der Geistliche darf bereits ihr Haar küssen. Der Slawe hält sich als Ehrenmann zurück – weil Herwarth verreist ist. Nicht aber der Bischof. Der „süße“ Kirchenmann hat sich mit der Briefschreiberin in seine Junggesellenklause zurückgezogen und sie haben sich geküsst. „Findest Du das schlimm?“ fragt die Gekoste ihren Ehemann brieflich vor allen Leuten. Der Erzbischof soll mit Else in Sibirien spazieren gehen. Sibirien liegt für den Berliner am Lützowerplatz. Mit dem vollbärtigen Sultanssohn hat sie während eines Besuchs des Lunaparks getanzt. Else war mit Gertrude Barrison dort. Seit Else von Minn geküsst wurde, liebt sie „alle Menschen“, deren Haut sie an Goldbrokat erinnert. Dieser begehrenswerte Mann will sie in seinen Reisekorb packen und ab nach Tanger. Richtig verliebt hat sie sich in den Slawen. Herwarth fürchtet ihn anscheinend nicht, denn er lässt Elses Anschreiben sämtlich unbeantwortet.
Sorgen macht ihr die Begegnung mit Dr. Döblin im Café des Westens, weil ihr der Freund die Schilddrüse operieren will und sie davon unter Umständen „ein klein wenig Cretin“ werden wird. Macht nichts bei so einem überaus pfiffigen Mädel wie Else! Freunde hat Else nun wirklich genug. Dem Peter Baum nennt sie Pitter Boom und schreibt ihm Briefe im „Wupperthaler Platt“ über alle möglichen Themen – über das „Dütsche Triater“ und „Ost-Prösen“. Pitter und auch Paul Leppin reden sie nicht mit Else an, sondern schreiben „Liebe Tino“. Gönnerhaft verleiht sie „dem großen Essayisten Rudolf Kurtz den Elephantenorden mit dem Smaragd und die schwarze Krokodilzähnenkette erster Klasse“ Dagegen geißelt sie das Besitzdenken des Verlegers Cohn, der es doch wagte, ihr neuestes Manuskript der Absatzaussichten wegen abzulehnen. Else beobachtet die Kaffeehausgäste. Adolf Loos, der ihr mit „ernster Anmut“ vom afrikanischen Busch erzählt, hält sie für gütig und ihr verstorbener Freund, der Ästhet Peter Hille, ist für sie ein Heiliger – St. Peter Hille, notiert sie. Einen einzigen ihrer Briefe datiert sie. Der erste von zwei Briefen an Max Oppenheimer ist vom 7. Dezember 1911. Georg Koch bringt ihr „Chokoladenbonbons“ mit. Paul Zech, „der einzige Heimatdichter im großen Stil“, ist für Else erwähnenswert, weil er von ihrem Geburtsort Elberfeld nach Berlin zieht.
Die Autorin hält den Heiterkeit erregenden Ton bis zum Schluss durch. Hans Ehrenbaum-Degele fordert die Briefeschreiberin „der deutschen Sage und des hohen Lieds“ wegen. Der Schauspieler Wilhelm Murnau wird sekundieren und einen Wundarzt mitbringen. Else Lasker-Schüler nennt letzteren Quacksalber.

## Zitate
- Else schreibt Herwarth: „Ich kenne Dich und Du kennst mich, wir können uns nicht mehr überraschen... Denk Dir ein Wunder aus, bitte!“[12]
- Else schreibt an ihre „liebens Jungens“: „...die meisten sterben an der Zeit. Darum sollte man sich viel in seine Kindheit zurückversetzen.“[13]
- Else schreibt Nietzsche den Spruch „Kunst ist Reden mit Gott“[14] zu und philosophiert weiter: „Man kann nicht in den Himmel kommen, hat man ihn nicht in sich,...“[15]

## Identitäten
Den vielgenannten  Cajus-Majus entschlüsselt die Autorin selbst: „Gnudirektor Cajus-Majus = Dr. Hiller“ Und mit dem Dalai Lama meint sie nicht den Tibeter Buddhisten, sondern Karl Kraus. Die Klarnamen geben keine oder nur kleine Rätsel auf: Berneis, der Himmelmaler Ali Hubert, Fritz Lederer, Hoddis, Leonhard Frank als Maler in Berlin, Poiret, Höxter, Otto Freundlich, Pechstein, M. Richter, die Lehrerin Helene Herrmann und Julius Hart. Trotzdem bleibt noch genug kryptische Dekodierarbeit – zum Beispiel: Wer war der Wiener Richard Weiß?

## Rezeption
- Else Lasker-Schüler habe „als poeta non doctus[A 6] und wahrhaft Inspirierte“[18] akzeptiert werden wollen. Bänsch setzt sich kritisch mit vorliegender Sekundärliteratur zu Auslegungen poetischer Passagen des Buches auseinander; nimmt diesbezügliche Arbeiten von Karl Josef Höltgen, Astrid Gehlhoff-Claes und Jürgen Wallmann[19] aus den Jahren 1955 bis 1966 unter die Lupe. Bänsch bezieht sich bei solchen Betrachtungen mehrfach auf die Phalanx der „Himmelbegnadeten“, die Else Lasker-Schüler mit Hille, Jesus, Buddha, Goethe, Nietzsche, Heine, Hauptmann und Kraus Aufstellung nehmen lässt.[20] Bänsch vergleicht den Text mit den Nachtwachen von Bonaventura.[21]
- Einerseits ist unstrittig, dass die Briefe nicht authentisch, sondern erfunden sind.[22] Andererseits kann als gesichert erachtet werden, dass im Café des Westens die Besucher seinerzeit in diesem Ton diskutierten – zum Beispiel der „arme Poet“ Peter Hille mit dem einflussreichen Großkritiker Alfred Kerr.[23]
- Wie sich die Briefschreiberin Else auch gibt, einmal als Tino von Bagdad, Prinz von Theben und Jussuf-Prinz – also als Mann, andermal als Frau, die ihren Ehemann verliert – stets konstituiert sie selbstbewusst ihr Ich.[24]
- Auch mit dem starken Ich-Bezug – auffällig schon im Romantitel – wolle die Autorin das Interesse des Lesers an Bildern von „wirklich lebenden Menschen“ wachhalten.[25]
- Die „orientalisierende Einrahmung“ dieser „differenzierten Porträtgalerie der Berliner Bohème“ nimmt Sprengel[26] als „Überschneidung der Kulturkreise“ wahr.
- 9. August 2004: Meike Feßmann in der SZ[27]
- 17. Januar 2005: Beate Tröger in der FAZ: Ein Spiel für alle, die mich kennen

### Textausgaben
Erstveröffentlichung
- Mein Herz. Ein Liebesroman mit Bildern und wirklich lebenden Menschen. 166 Seiten. Mit Zeichnungen der Autorin und dem Prinz von Theben von Karl Schmidt-Rottluff. Verlag Heinrich F. S. Bachmair, München und Berlin 1912

Andere Ausgaben
- Mein Herz. Ein Liebesroman mit Bildern und wirklich lebenden Menschen. dtv, München 1988 (mit Genehmigung des Kösel-Verlags), ISBN 3-423-10642-5 (verwendete Ausgabe)

### Sekundärliteratur
- Karl Josef Höltgen: Untersuchungen zur Lyrik Else Lasker-Schülers. Bonn 1958 (zugleich Diss. phil. Univ. Bonn 1955)
- Jürgen Peter Wallmann: Else Lasker-Schüler. Genius der Deutschen. 140 Seiten. Stieglitz Verlag, Mühlacker 1966
- Dieter Bänsch: Else Lasker-Schüler. Zur Kritik eines etablierten Bildes. Diss. Universität Marburg 1969. 271 Seiten[28]
- Die Nächte der Tino von Bagdad. S. 57–90 in Else Lasker-Schüler: Der Prinz von Theben und andere Prosa. dtv 10644, München 1986, ISBN 3-423-10644-1.
- Meike Feßmann: Spielfiguren. Die Ich-Figurationen Else Lasker-Schülers als Spiel mit der Autorrolle. Ein Beitrag zur Poetologie des modernen Autors. (Diss. FU Berlin 1991) M & P, Verlag für Wissenschaft und Forschung, Stuttgart 1992, ISBN 3-476-45019-8 (Lizenzgeber: Metzler, Stuttgart 1992)
- Doerte Bischoff: Ausgesetzte Schöpfung. Figuren der Souveränität und Ethik der Differenz in der Prosa Else Lasker-Schülers. (Diss. Uni Tübingen 1999) Max Niemeyer, Tübingen 2002, ISBN 3-484-15095-5.
- Sigrid Bauschinger: Else Lasker-Schüler. Biographie. suhrkamp taschenbuch 3777, Suhrkamp Taschenbuch Verlag, Frankfurt am Main 2006 (Lizenzgeber: Wallstein, Göttingen 2004), ISBN 3-518-45777-2.
- Peter Sprengel: Geschichte der deutschsprachigen Literatur 1900–1918. Von der Jahrhundertwende bis zum Ende des Ersten Weltkriegs. C.H. Beck, München 2004, ISBN 3-406-52178-9.
- Sylke Kirschnick: Tausend und ein Zeichen. Else Lasker-Schülers Orient und die Berliner Alltags- und Populärkultur um 1900. Dissertation. Königshausen & Neumann, Würzburg 2007, ISBN 978-3-8260-3207-3.
- Kerstin Decker: Mein Herz – Niemandem. Das Leben der Else Lasker-Schüler. Propyläen, Berlin 2009, ISBN 978-3-549-07355-1.
- Heidrun Loeper (Hrsg.): Else Lasker-Schüler. Die kreisende Weltfabrik. Berliner Ansichten und Porträts. :TRANSIT, Berlin 2012, ISBN 978-3-88747-282-5.